# Tempo limite
Tempo limite (Term Life) è un film del 2016 diretto da Peter Billingsley.

## Trama
Nick Barrow, un ladro ricercato per tutta la città da boss della mafia, assassini a pagamento e poliziotti corrotti, decide prima che la sua vita termini di intestare una polizza assicurativa a nome della figlia Cate, con cui i rapporti non sono dei migliori. Affinché la polizza sia attiva, occorrono però 21 giorni, durante i quali Nick dovrà far di tutto per rimanere in vita.